# Teddy Bear
Teddy Bear is een lied uit 1976 van de Amerikaanse countryzanger Red Sovine.
Het lied is eigenlijk een gesproken tekst met muzikale achtergrondmuziek en behoort tot het subgenre van truckermuziek. Het lied gaat over een verlamde jongen die contact opzoekt met een passerende trucker langs de CB. De jongen noemt zichzelf "Teddy Bear" en gebruikt zijn vaders CB, nadat deze als trucker verongelukte. Ontroerd door zijn verhaal rijdt de trucker naar het huis van de jongen om met hem een ritje te maken. Bij zijn aankomst blijkt de straat al vol vrachtwagens te staan van chauffeurs die het verhaal mee gevolgd hadden.
Teddy Bear stond drie weken op de eerste plaats van de Country-hitlijst van Billboard Magazine (17-31 juli 1976), en bereikte de veertigste plaats in de Billboard Hot 100.

## Andere versies
Het lied werd meermaals gecoverd, onder andere door Mike Judge, Ferlin Husky, Boxcar Willie, The Jackson Southernaires, Nev Nicholls, in het Duits door de Oostenrijkse zanger Jonny Hill en in 1976 in het Nederlands (Teddybeer) door de Nederlandse zanger Gerard de Vries.